# Cloque du pêcher
Pour les articles homonymes, voir Cloque.
La cloque du pêcher, ou cloque de l'amandier, est une maladie cryptogamique du pêcher et de l'amandier, due au champignon Taphrina deformans (ascomycètes) qui se traduit par des déformations des feuilles, et qui peut causer d'importants dommages aux arbres producteurs de pêches et de nectarines.

## Description

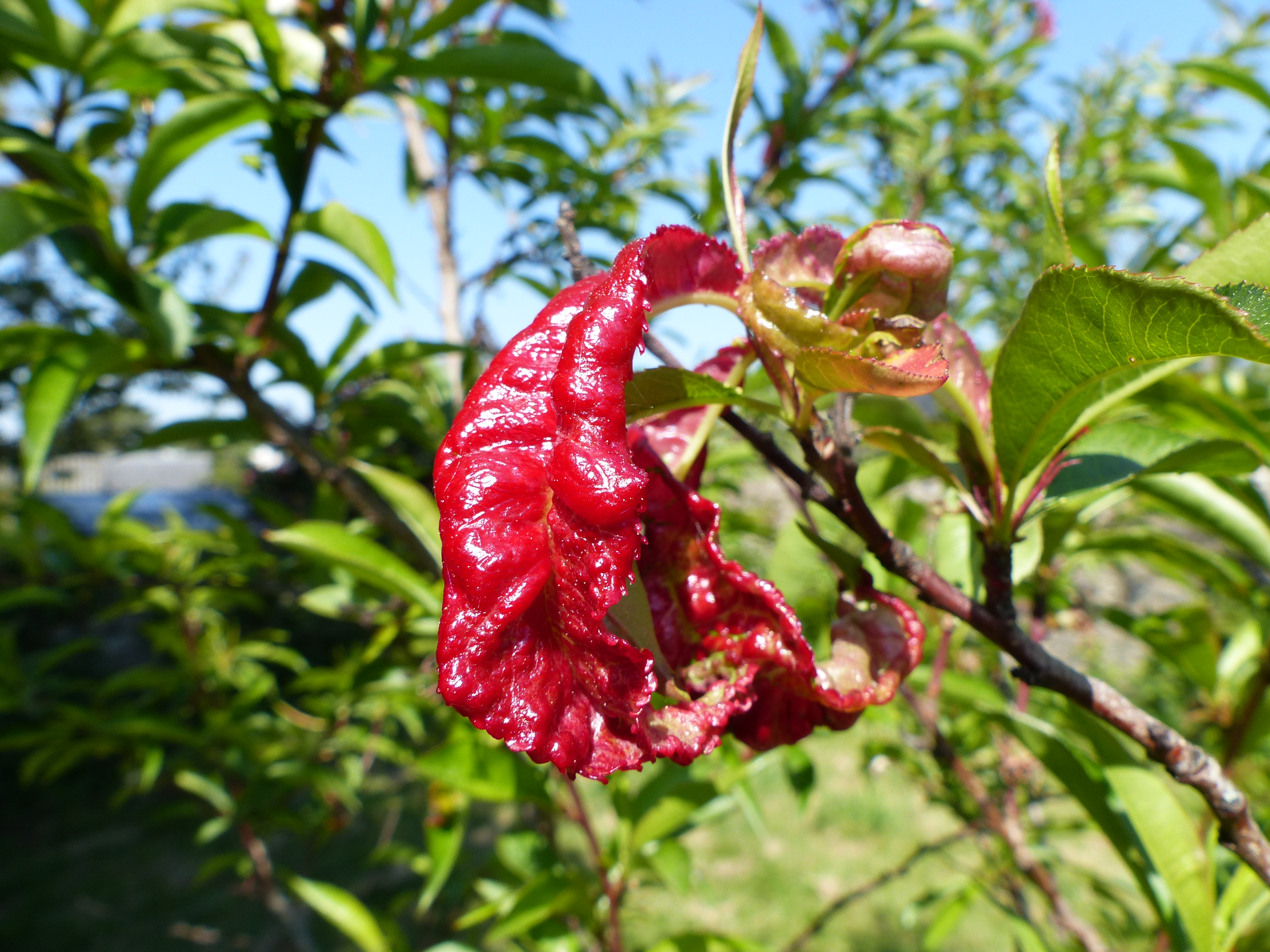
Cloque sur un jeune pêcher, au mois d'avril en Bretagne

La cloque est une maladie assez répandue. Elle doit son nom aux boursouflures que montrent les feuilles infectées. Elle s'attaque aux feuilles, aux jeunes pousses et parfois aux fruits qu'elle altère en surface. Les feuilles atteintes changent de couleur et deviennent généralement rouges ou vert pâle. Surtout, elles prennent un aspect tordu et enroulé puis s'épaississent et se boursouflent lorsque l'infection progresse.
L'évolution naturelle de la maladie est un brunissement des feuilles, qui se flétrissent et tombent de l'arbre à la fin juin ou début juillet. De plus les rameaux terminaux dépérissent, ce qui empêche le développement des fruits, l'année de l'infection, et le réduit l'année suivante. L'arbre devient plus fragile, et cette perte répétée des feuilles au printemps peut conduire à la mort de l'arbre après quelques années.

### Cause de l'attaque
Les spores du champignon Taphrina deformans, produites sur les feuilles infectées, sont capables de subsister toute une saison sous les écailles des bourgeons, et de s'y infiltrer en hiver lorsque les bourgeons foliaires, sortant de leur dormance, commencent à gonfler puis à s'ouvrir (janvier/février). L'infection nécessite un minimum de 12,5 heures de pluie aux températures <16 degrés Celsius.

## Action préventive
Il existerait différents moyens de prévention :
- Choisir des cultivars de pêchers partiellement résistants, par exemple 'Bénédicte'[2] ;
- Protéger l'arbre contre la pluie pendant les mois de janvier à mai[3] ;

## Traitement
Le traitement doit se faire à la fin de l'automne, une fois que toutes les feuilles sont tombées, et à la fin de l'hiver, au moins 1 mois avant l'ouverture des bourgeons pour un premier traitement et une seconde application 3 semaines plus tard. L'arbre doit être traité à la bouillie nantaise, au cuivre par une pulvérisation soigneuse de bouillie bordelaise ou avec un mélange des deux additionné de zinc.
Une pulvérisation de décoction d'ail pure en début de végétation est également efficace. Traiter tous les 3 jours pendant 9 jours.[réf. souhaitée]
Seuls les traitements préventifs sont efficaces. Les traitements effectués après l'ouverture des bourgeons, ou pendant l'été, sont inefficaces. Une pluie lors de la pulvérisation ou immédiatement après, peut en limiter de beaucoup l'efficacité.